# Overgangen over Slien
Med overgangen over Slien ved Arnæs og Sundsager den 6. Februar 1864 omgik preussiske tropper under den 2. Slesvigske krig de danske stillinger ved Dannevirke.
Allerede den 2. Februar forsøgte preusserne at satte over Sliens smalleste sted ved Mysunde, hvilket dog mislykkedes (→Slaget ved Mysunde). I stedet fokuserede preusserne på at krydse Slien længere mod øst ved Dannevirkstillingens østligste fløj. Den 5. februar 1864 inspicerede preusserne fjorden ved Arnæs og Rabølsund og kom til den overbevisning, at overgangen kunne udføres ved Arnæs, selv om den modsatte bred i Angel fortsat var stærkt besat. Samme eftermiddag mødtes preussernes generaler på Gereby gods for at modtage instruktioner om overgangen. Overgangen skulle finde sted den 6. februar om morgenen kl 4. ved hjælp af en pontonbro mellem Arnæs og Sundsager. Desuden skulle Slien krydses fra Ellebjerg over til Dotmark ved købstaden Kappel ved hjælp af robåde, som inden var blevet konfiskeret i bl. a. Egernfjord by. Til dette formål blev tropper dagen forinden i tåge og snefygning flyttet til to mindre skove ved Sundsager og Ellebjerg (Ellebjerg Skov). For ikke at blive opdaget af danskerne, måtte soldaterne ikke tænde bål.
Efter at de danske tropper allerede få timer før ubemærket havde forladt stillingerne på Sliens nordlige bred, begyndte tyske tropper ved 3-tiden om morgenen at krydse det 250 m brede sund ved Arnæs. Operationen trak sig dog i langdrag på grund af isgang i fjorden. Først kl. 7.30 begyndte pionererne brolægningen, som dog gik for sig uden nogen forstyrelse, så at den var endt kl. 10:30. En del af det preussiske korps gik over til Arnæs uden at møde modstand fra den angelske bred. Omtrent kl. 11 kom endelig meldingen om at, samtlige skanser ved Dannevirke og Slesvig by var forladt af danske tropper (byen Slesvig var allerede om morgenen blevet besat af østrigerne).